# Knesselare
Knesselare è un comune belga di 8.252 abitanti, situato nella provincia fiamminga delle Fiandre Orientali.

## Società

### Evoluzione demografica
- 1977 : fusione con Ursel